# Papírmetszet

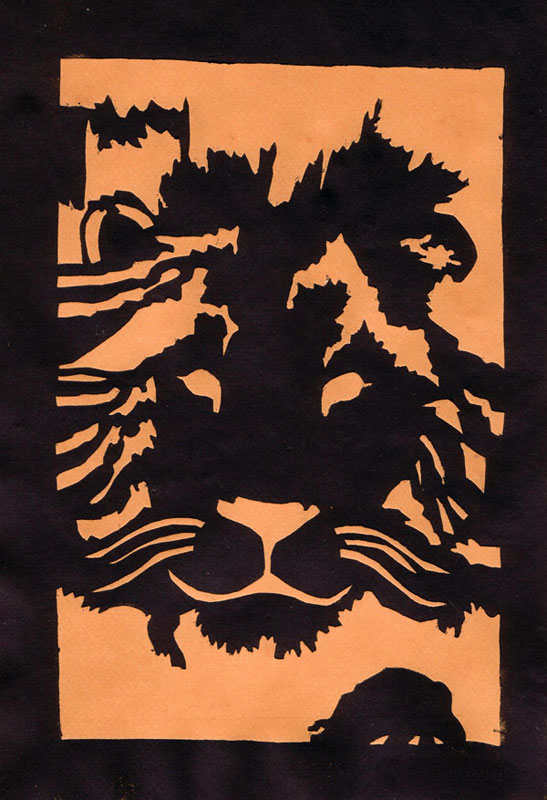
Borbola Viktória: Oroszlán című papírmetszet

 A papírmetszet egy sokszorosított grafikai eljárás. A sokszorosított grafikát – mint neve is mutatja – az különbözteti meg az egyeditől, hogy több példány készíthető belőle, és valamennyi példány eredetinek tekinthető. A sokszorosításhoz szükség van valamilyen nyomóformára, dúcra, amiről a nyomatokat készítjük.
A papírmetszet a magasnyomású nyomdai technikával készül. Ilyenkor a dúc érintetlenül hagyott részei festékeződnek be, vagyis a magasan lévő felületek. A kimetszett, mélyebben lévő részek fehéren maradnak.

## Papírmetszet készítése
Készítésekor vastag kartonpapírt használunk dúcként. Megmunkálásához elegendő egy nagy olló és egy sniccer (tapétavágó kés). Természetesen a papírmetszet hatása más, mint a fa- vagy linómetszeté, mert ennél a technikánál kerüljük a finom, érzékeny vonalakat, tónusátmeneteket sem hozhatunk létre. Inkább nagy, összefüggő fekete-fehér foltokból építjük föl a kompozíciót.

### Dúc készítése
Elkészítjük a tervet eredeti méretben. Legjobb, ha ehhez fekete tust és ecsetet használunk, így a terv megközelíti a majdani végeredményt. Fekete-fehér, úgynevezett tónusredukációs rajzot kapunk, ennek körvonalait skiccpauszra visszük, majd a pauszról triplexlapra (esetleg dekorációs kartonra) rajzoljuk. A feketének szánt formákat ollóval vagy sniccerrel kivágjuk. Veszünk egy másik triplexlapot, akkorát, amekkora a tervünk lapmérete volt, a pauszról indigóval erre is átrajzoljuk a formák körvonalait – ez lesz a dúcunk. A triplexből kivágott formákat az indigós előrajz szerint erre a lapra ragasztjuk föl. Ügyeljünk arra, hogy a nyomóformák szépen simuljanak az alaplapra, ez megkönnyíti majd a nyomtatást. A frissen ragasztott papírdúcról ne készítsünk azonnal nyomatot, mert a formák könnyen elcsúszhatnak, inkább préseljük a dúcot 1-2 órán keresztül. Tervezéskor vigyázzunk arra, hogy túl nagy fehér foltok – főleg a lap széleinél – ne maradjanak, mert a dúc felfestékezésekor a gumihenger ezekre a részekre is festéket visz.

### Nyomtatás
Üveglapra nyomdafestéket teszünk, gumihengerrel egyenletesen szétterítjük, és a hengerről a dúcra visszük a festéket, többször ismételve a műveletet mindaddig, amíg a dúcon egyenletes festékréteg keletkezik. A kartonpapír eleinte elég sok festéket magába szív, ezért bőven kell festékezni.
A nyomatatást a papírlapra tiszta gumihengerrel végezhetjük, vagy rézkarcprésen is nyomtathatunk. Ekkor alulra kerül a dúc, fölé a papír, majd a présgép filcanyaga. Papírdúcról túl sok nyomatot nem tudunk készíteni, mert a kartonpapír néhány felfestékezés után "foszlásnak" indul.